# جوستين دولمان
جوستين دولمان (بالإنجليزية: Justin Doellman)‏ مواليد 3 فبراير 1985، هو لاعب كرة سلة أمريكي يلعب مع فريق نادي برشلونة ويحمل الرقم 5. يبلغ طوله 6 قدم 10 بوصة (2.1 م).

## فرق لعب لها
- شوليه باسكت
- أورليان لواريت
- باسكت مانريسا
- فالنسيا باسكت
- نادي برشلونة لكرة السلة

## روابط خارجية
- جوستين دولمان على موقع الاتحاد الدولي لكرة السلة (الإنجليزية)
- جوستين دولمان على موقع الدوري الأوروبي لكرة السلة (الإنجليزية)
- جوستين دولمان على موقع الدوري الإسباني لكرة السلة (الإسبانية)
- جوستين دولمان على موقع كرة السلة الأوروبية.كوم (الإنجليزية)
- جوستين دولمان على موقع كلية كرة السلة في سبورتس رفرنس.كوم (الإنجليزية)
- جوستين دولمان على موقع ريلجم (الإنجليزية)
- جوستين دولمان على موقع بروبوليرز (الإنجليزية)
- جوستين دولمان على موقع سبورتس رفرنس (الإنجليزية)